# Żmij

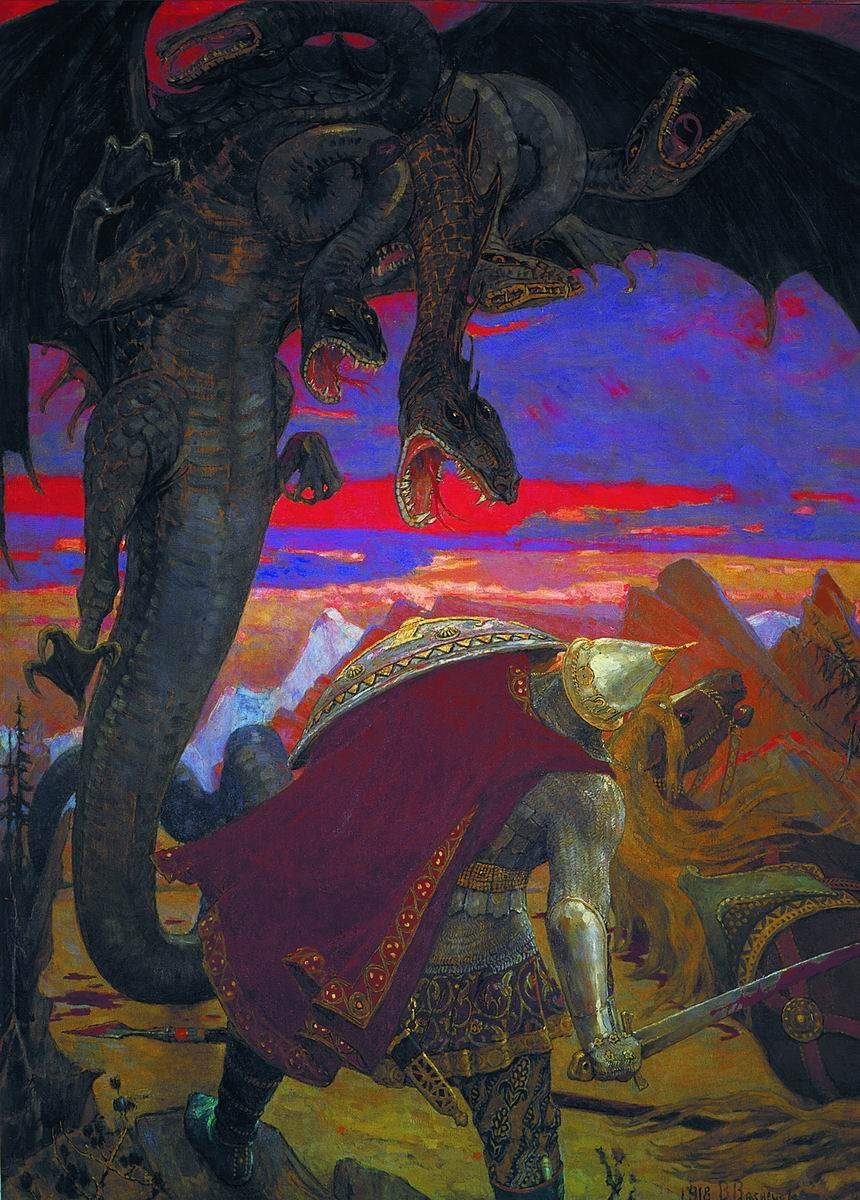
Żmij Gorynycz autorstwa Wiktora Wasniecowa

Żmij – skrzydlata gadzia postać z wierzeń dawnych Słowian, związanego ze sferą chtoniczną i wodami.

## Żmij w mitologii słowiańskiej
Żmij znany był na obszarze całej Słowiańszczyzny, najpełniejsze podania zachowały się u Słowian wschodnich i południowych.
W wierzeniach Słowian wschodnich Żmij był postacią przychylną ludziom, uznawany niekiedy za jedno z wcieleń Welesa. Opiekował się wodami i zasiewami, toczył walkę ze smokami powietrznymi. Postać Żmija kojarzono z ognistymi zjawiskami na niebie (kometami i meteorami). Żmij pojawiał się pod postacią ptaka (najczęściej koguta, żurawia lub orła), bądź jako człowiek z małymi skrzydełkami pod ramionami, wężowym ogonem lub ciałem pokrytym łuskami. W południowosłowiańskim folklorze Żmij wchodził w związki z kobietami, z których rodzili się synowie o nadzwyczajnej sile i zdolnościach, walczący z potworami zagrażającymi ojczystej ziemi.
U Słowian zachodnich Żmij był postrzegany w większości przypadków jako postać pozytywna, co wyrażało się w jego walce ze smokiem, który wywoływał np. suszę, huragany i inne klęski żywiołowe.
W Rossoszycy na ziemi sieradzkiej wierzono, że Żmij jest królem węży oraz strzeże sprawiedliwości, karząc przestępców. Śpiewano tam nawet specjalne inwokacje poświęcone Żmijowi.
Ze Zgorzelca pochodzi legenda o Żmiju pieniężnym, który miał opiekować się skrzynką z pieniędzmi stojącą na schodach kościoła św. Piotra.
Na Łużycach rozróżniano trzy typy Żmijów: Pieniężnego (łuż. peńežny zmij), Mlecznego (łuż. mlókowy zmij) i Żytniego (łuż. žitny zmij). Każdy z nich okradał okoliczne gospodarstwa z dobra, które przypisano mu w imieniu, i zanosił je do swojego opiekuna – gospodarza, który go karmił i trzymał pod własnym dachem. Analogiczna sytuacja zachodziła w przypadku mazurskiego Kłobuka.
Imię Żmija zachowało się w nazewnictwie miejscowym, jak Żmigród w Polsce i Żmijowe Wały na Rusi, wybudowanych pomiędzy II w. p.n.e., a VII w. n.e. przez plemiona kultury czerniachowskiej na stepach obecnej Ukrainy, dla ochrony przed koczownikami.

## Etymologia
W języku staropolskim występował zarówno wyraz „smok” (w języku prasłowiańskim wyraz miał postać *smokъ i oznaczał „jakąś istotę mityczną”), jak i „żmij/żmija”. Początkowo wyraz ten występował w dwu formach rodzajowych, tzn. obok rodzaju żeńskiego żmija, występował także rodzaj męski żmij. Warto dodać, że zarówno w języku prasłowiańskim, jak i w pozostałych językach słowiańskich, na początku tych wyrazów występowało „z”, a nie „ż” jak obecnie. Zmiana zmij(a) > żmij(a) dokonała się na zasadzie hiperpoprawności, ponieważ wymowę zmij(a) traktowano jako niepoprawną, mazurzącą (jak np. zaba), poprawiono ją na żmij(a), czyli jak żaba. Wyrazy prasłowiańskie *zmьjь i *zmьja są etymologicznie pokrewne słowu ziemia (i stąd nagłosowe z-); można je zatem odczytywać jako stworzenia, istoty, gady ziemne, żyjące na ziemi. Podobnie, jak w języku polskim tak i w prasłowiańskim, różnicom znaczeniowym towarzyszyły różnice formalne: *zmьjь to „mityczny stwór w postaci skrzydlatego węża, smok”, a *zmьja to „wąż, żmija”. W języku polskim forma rodzaju męskiego wyszła z użycia i została zastąpiona słowem „smok” (podobnie jak w czeskim, gdzie jednak ostatecznie „smoka/zmoka” wyparła forma „drak” pochodząca od greckiego drakon/δράκων i następnie łacińskiego Draco) a forma rodzaju żeńskiego zachowała się dla gatunku gada z rodziny żmijowatych, w podrzędzie węży. W części języków słowiańskich stara forma została jednak zachowana, „smok” to w chorwackim zmaj, rosyjskim змей [zmiej] (również w znaczeniu „wąż”, a smok to też дракон [drakon]), w serbskim змај, w słoweńskim zmaj, w ukraińskim змій [zmij]. W tradycji bułgarskiej natomiast zmej i smok (змей, смок) to spokrewnione, ale jednak dwie różne istoty (смок/smok i смокообразни/smokowate to w bułgarskim również nazwa węży z rodziny połozowatych).

Herb gminy Nowy Żmigród
Herb gminy Bałtów, przyjęty w 2012 roku
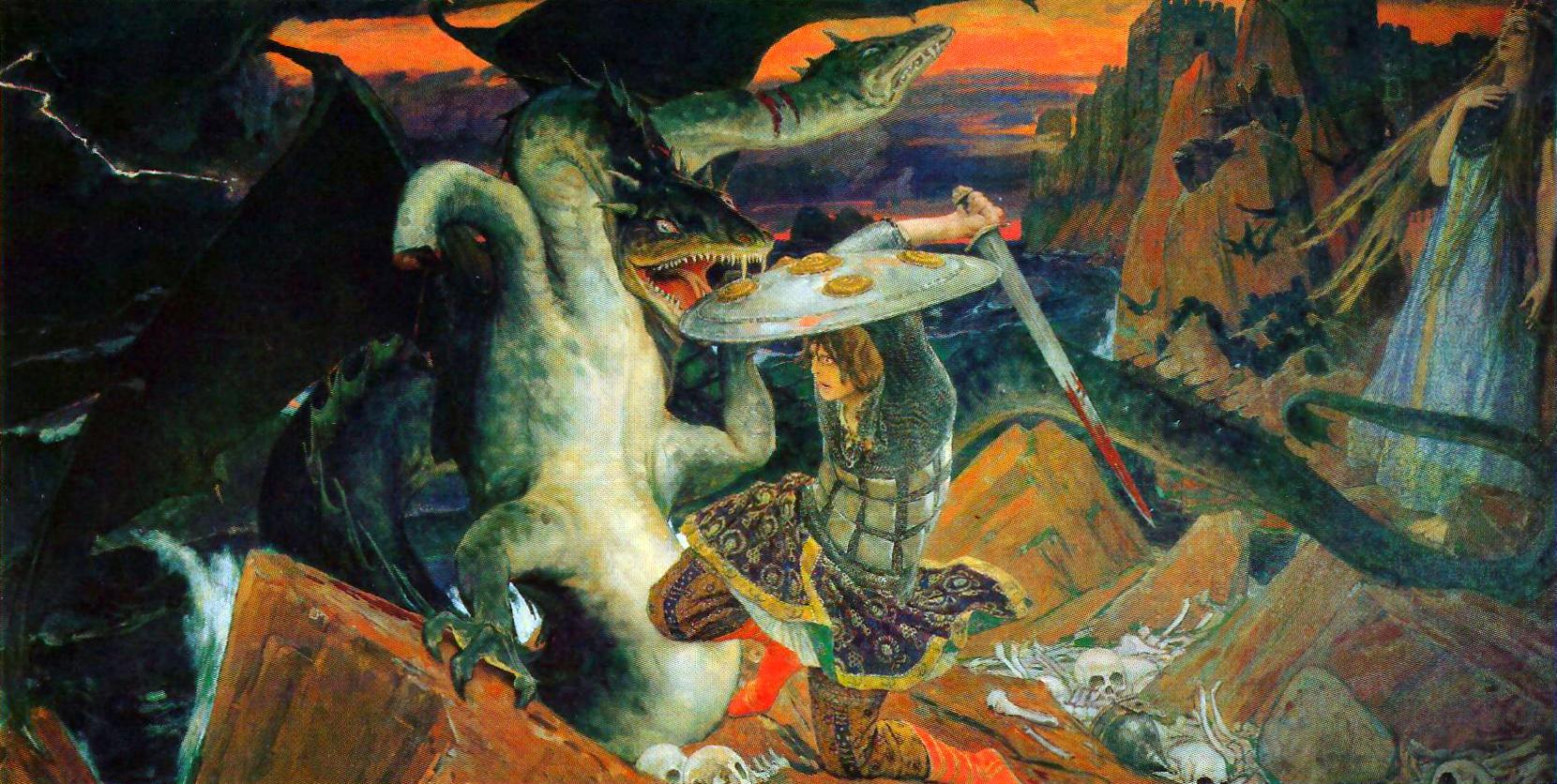
Walka carewicza Iwana ze Żmijem – Wiktor Wasniecow.
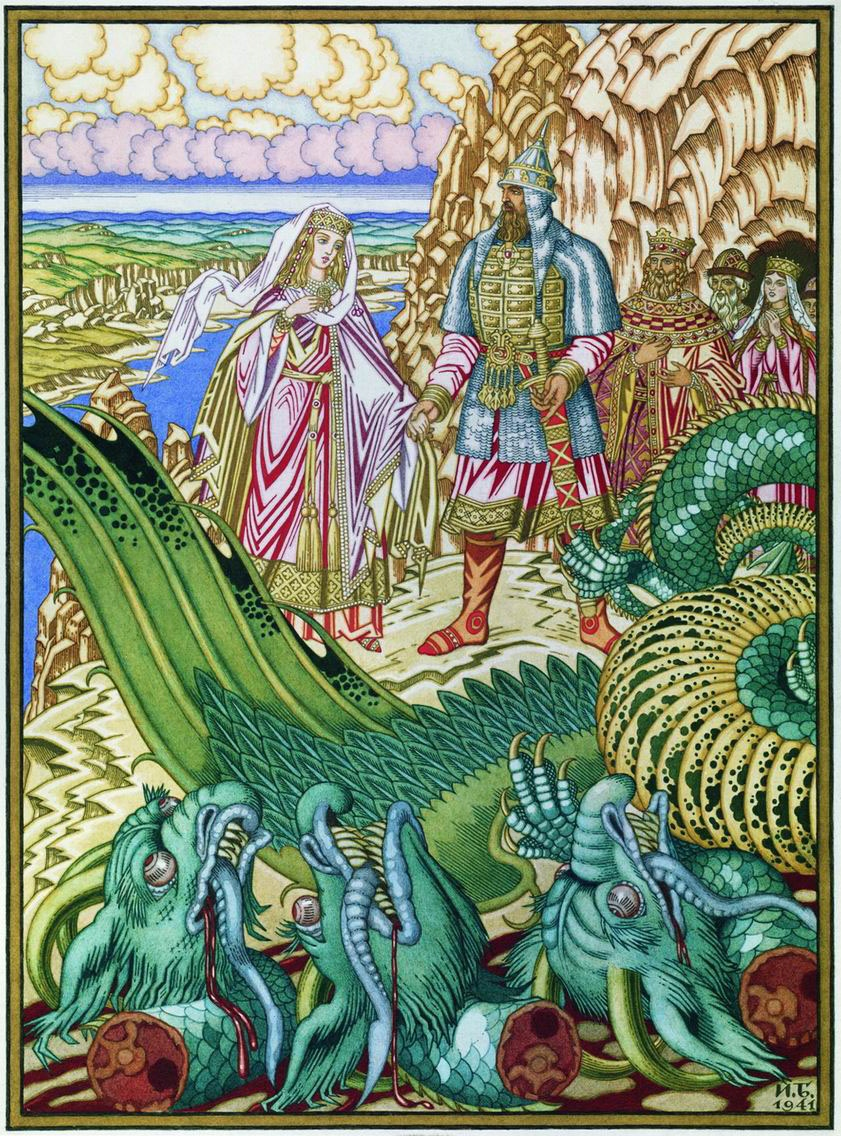
Dobrynia Nikiticz i Żmij – Iwan Bilibin
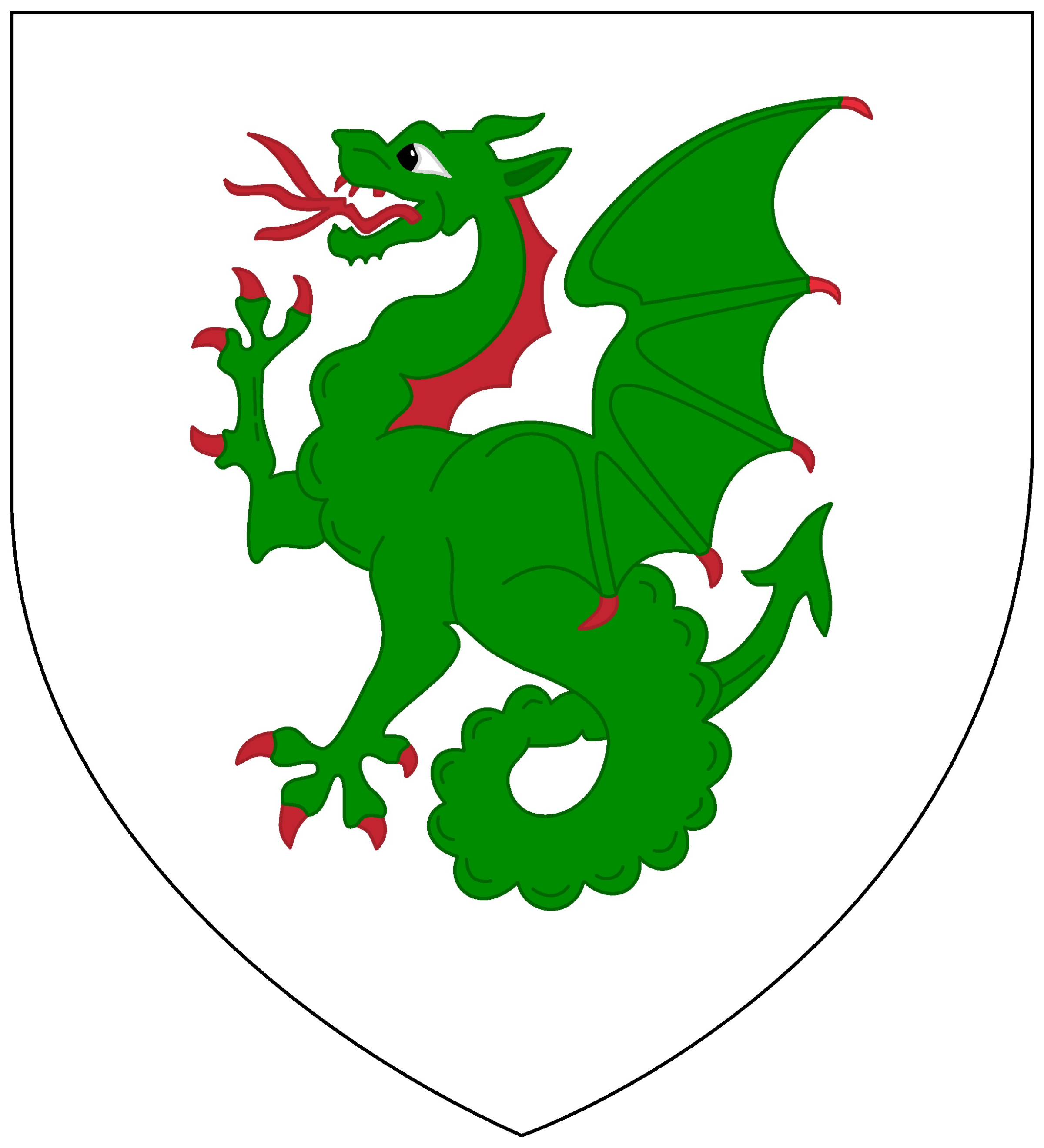
Żmij w herbie księstwa czerskiego